# Бімомент
Бімомент (деформуючий момент) — фізична величина, згинально-крутний момент, що утворюється при навантаженні профілю, розташованого під кутом або при нерівномірному навантаженні на профіль.
Даний термін використовується при аналізі балок (механіка суцільних середовищ), і позначається — Mω. Бімомент показує розподіл в поперечному перерізі (поздовжньої) деформаційної напруги для випадків деформаційного скручування і спотворення деформації. Як правило, бімомент може бути представлений парою рівних і протилежних згинальних моментів.

## Відношення до напруженості
Отриманий бімомент на ділянці можна розрахувати як інтеграл добутку унітарної деформації і напруги, перпендикулярної до перетину:
{\displaystyle B_{\omega }(x)=\int _{A}\omega (y,z)\sigma _{x}(x,y,z)\ dydz}